# Marijonas Petravičius
Marijonas Petravičius (Šilalė, 24 ottobre 1979) è un ex cestista lituano, solitamente centro, ma anche ala grande.

## Carriera
Marijonas Petravicius gioca la sua prima stagione da cestista professionista nel 2003-2004 in Basketball-Bundesliga col Mitteldeutscher BC, squadra con cui vince l'EuroCup Challenge venendo nominato MVP delle final four. Nel 2004-2005 è in Ligue Ethias con l'Ostenda. La stagione 2005-06 la disputa nella LBL con la maglia del Ventspils.
Dall'estate del 2006 a quella del 2009 si accasa nella LKL col Lyetuvos Rytas. Scelto inizialmente per sostituire Robertas Javtokas, diviene ben presto il centro titolare della squadra. Nel 2007 aiuta la squadra ad arrivare in finale di Eurocup. Nel 2008, stagione nella quale la squadra disputava l'Eurolega, segna 29 punti nella prima partita, contro l'Olimpia Milano. Il Rytas riuscì a qualificarsi al primo posto durante la fase a gironi, ma Petravicius subì un infortunio al piede in allenamento. Con i tre leader della squadra infortunati (Petravicius, Matt Nielsen e Roberts Štelmahers) il Rytas non riesce così a qualificarsi per i quarti di finale. Nel 2009 viene nominato MVP delle finali di Eurocup.
Nell'estate del 2009 si trasferisce in Italia firma per l'Olimpia Milano.
Nell'agosto 2011 si accorda con il Beşiktaş. Tuttavia, a causa di alcuni problemi polmonari diagnosticatili, il Beşiktaş decide di non firmarlo. Successivamente firma un contratto con l'Azovmash Mariupol' ma, dopo la sua richiesta di aspettare un mese prima di tornare in campo, Petravicius rescinde il contratto.
Il 16 gennaio 2012 viene ingaggiato dal Chimki. Fa il suo debutto con la squadra russa il 28 gennaio successivo giocando 5 minuti segnando 2 punti, 1 stoppata e 1 assist ma anche 2 palle perse e 1 fallo. Questa sarà la sua prima e unica partita con il Chimki, a causa di un rintensificamento della sua malattia. Il 17 febbraio 2012 rescinde quindi il suo contratto con il Chimki.
Il 25 luglio 2012 annuncia il suo ritiro per i continui problemi di salute.
Con la maglia della Nazionale lituana, ha disputato le Olimpiadi del 2008 a Pechino (4º posto finale) e gli Europei del 2009 in Polonia (11º posto finale). Ha inoltre partecipato agli Europei del 2011 lasciando però in anticipo la squadra a causa di un'embolia polmonare.

## Palmarès

### Squadra
- Campionato lettone: 1

Ventspils: 2005-06
- Campionato lituano: 1

Lietuvos rytas: 2008-09
- Coppa di Lituania: 1

Lietuvos rytas: 2009
- FIBA Europe Cup: 1

Mitteldeutscher: 2003-04
- Eurocup: 1

Lietuvos rytas: 2008-09
- Lega Baltica: 2

Lietuvos rytas: 2006-07, 2008-09

### Individuale
- MVP Finali Europe Cup Champions: 1

Mitteldeutscher: 2003-04
- MVP finals ULEB Eurocup: 1

Lietuvos Rytas: 2008-09